# Krajna (Bircza)
Pour les articles homonymes, voir Krajna.
Krajna est une localité polonaise de la gmina de Bircza, située dans le powiat de Przemyśl en voïvodie des Basses-Carpates.